# Morchella tridentina
A Morchella tridentina é uma espécie cosmopolita de fungo da família Morchellaceae. Produz ascomas cônicos, cinzentos a amarelados, que são rufescentes e crescem até 20 cm de altura e 5 cm de largura. Essa espécie, de divergência inicial, é distinta dentro do clado Elata (morels pretos) devido às suas cores pálidas e foi descrita por muitos nomes no passado, incluindo M. frustrata, M. quercus-ilicis, M. elatoides, M. elatoides var. elegans e M. conica var. pseudoeximia, todos os quais se mostraram sinônimos. Relíquia amplamente distribuída da última Era Glacial, a M. tridentina é conhecida até o momento na Argentina, Armênia, Chile, Chipre, França, Índia, Israel, América do Norte, Espanha e Turquia.

## Taxonomia
A Morchella tridentina foi descrita pela primeira vez por Giacomo Bresadola em 1892 em um trabalho sobre fungos encontrados na região de Trento, na Itália. O epíteto específico deriva do nome romano de Trento, Tridentum, uma homenagem ao deus romano Netuno.
Em 1985, o micologista francês Émile Jaquetant descreveu a mesma espécie como M. elatoides, um nome que mais tarde foi demonstrado ser um sinônimo de M. tridentina publicado de forma inválida.
Em uma publicação de 2012 de Michael Kuo e colegas, o táxon Morchella frustrata foi descrito como novo para a ciência do Condado de Placer, Califórnia, para acomodar a linhagem filogenética definida no ano anterior por sequenciamento de DNA como "Mel-2". A publicação resultou do Morel Data Collection Project, que visava esclarecer aspectos da biologia, taxonomia e distribuição da Morchella norte-americana, e descreveu 14 novas espécies de morel sem, no entanto, descartar os nomes europeus existentes. Como resultado, em dois estudos internacionais subsequentes, Richard e colegas (em 2014) e Loizides e colegas (em 2015) usaram a análise de DNA de coleções europeias e norte-americanas para determinar que essa espécie é idêntica aos morels coletados no sul da Europa, correspondendo à descrição original de 1892 de Morchella tridentina por Bresadola. Duas coleções originais identificadas como M. tridentina pelo próprio Bresadola, mantidas no Museu Sueco de História Natural, também foram estudadas e corresponderam ao protólogo e à morfologia típica dessa espécie, embora as tentativas de sequenciar essas coleções tenham falhado. Morchella frustrata foi, portanto, colocada em sinonímia com M. tridentina, com o último nome tendo prioridade cronológica sobre o primeiro.

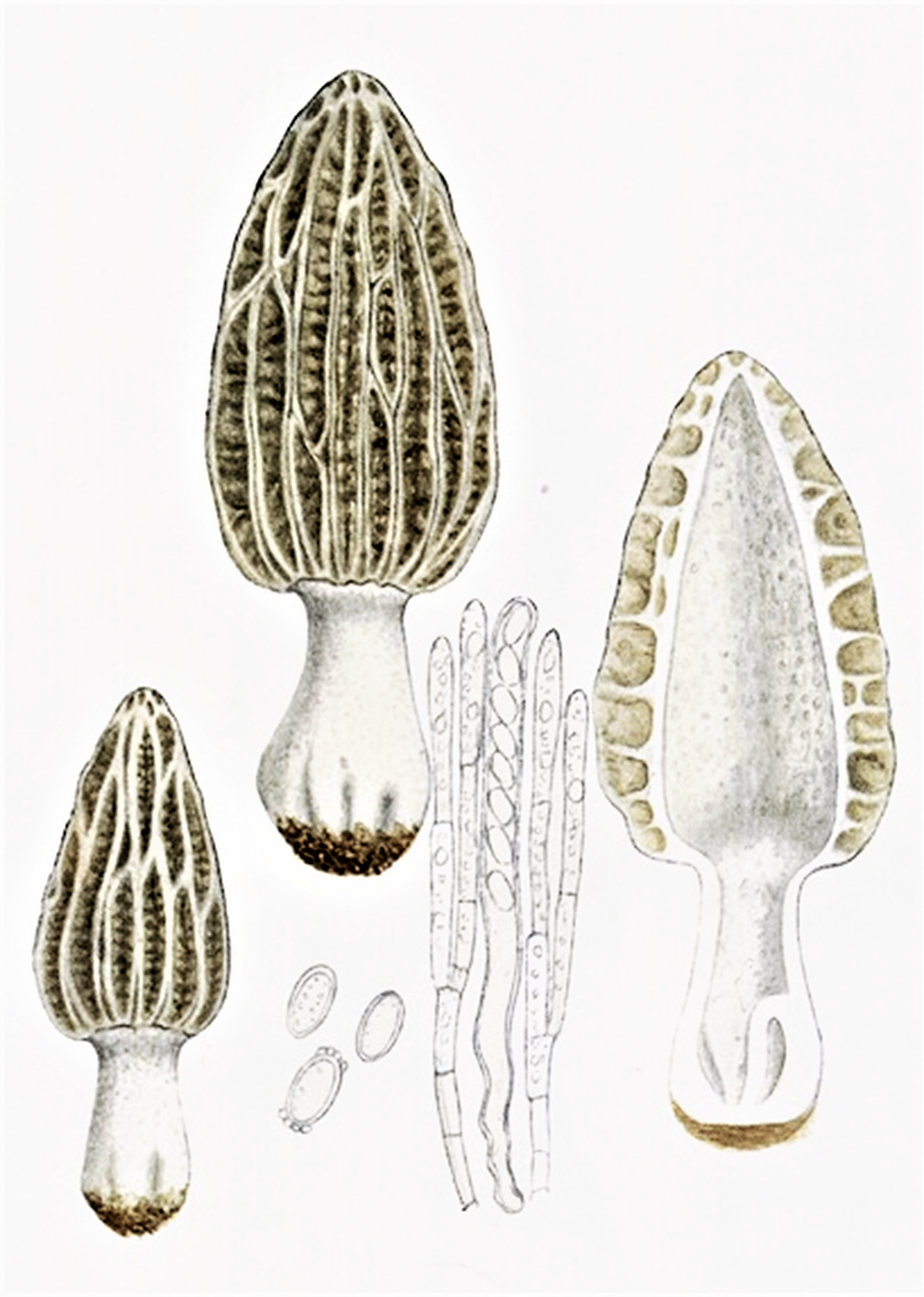
Ilustração original da Morchella tridentina por Giacomo Bresadola.

Morchella quercus-ilicis, proposta por Clowez em 2012 a partir de coleções em Huelva, Espanha, também foi demonstrada por Loizides e colegas como sinônimo de M. tridentina, assim como as variedades Morchella conica var. pseudoeximia e Morchella elatoides var. elegans.
Na América do Norte, Morchella tridentina recebe os nomes comuns de "morel loiro da montanha" e "morel loiro do oeste".

## Filogenia e modos reprodutivos
As primeiras sequências de Morchella tridentina foram publicadas por Taşkın e colaboradores em 2010, em um estudo que investigou a diversidade de Morchella nas regiões mediterrânea e do mar Egeu da Turquia. Como muitas linhagens de morels não puderam ser atribuídas com certeza aos binômios disponíveis nos primeiros estudos filogenéticos, essa espécie recebeu provisoriamente o código filogenético "Mel-2". Apesar de suas cores pálidas, a M. tridentina pertence ao clado Elata (seção Distantes) juntamente com outros morels pretos, como M. angusticeps, M. exuberans e M. importuna. Juntamente com a M. tomentosa, endêmica da América do Norte, a M. tridentina ocupa uma posição basal no clado Elata, o que significa que ela é adjacente à raiz da árvore filogenética e, portanto, divergiu mais cedo do que outras espécies desse clado.
Um estudo de 2017 realizado por Du e colegas investigou os modos reprodutivos, o tipo de acasalamento e o ciclo de vida de 14 espécies de morel, incluindo a M. tridentina. Os autores relataram que todas as espécies estudadas são heterotálicas e seus ciclos de vida são predominantemente haploides, embora também tenha sido observada a frutificação haploide estéril. Os esporos são, em sua maioria, haploides, monocarióticos e multinucleares.

## Descrição
Os ascomas geralmente são rufescentes e têm de 9 a 20 cm de altura. O píleo cônico tem de 4 a 6 cm de altura e de 2,5 a 4 cm de largura no ponto mais largo. A superfície do píleo apresenta buracos e sulcos, que são formados pela interseção de 16 a 22 sulcos verticais primários e alguns sulcos verticais secundários mais curtos, com sulcos horizontais frequentes e afundados. O píleo é preso ao estipe com um seio distinto com cerca de 2 a 4 mm de profundidade e 2 a 4 mm de largura. As cristas lisas e divididas permanecem persistentemente pálidas durante todo o processo de maturidade, distinguindo facilmente essa espécie de outras espécies da seção Distantes, ou morels negros, que têm cristas que normalmente escurecem com a idade. Os sulcos geralmente são alongados verticalmente. Eles são lisos e acinzentados quando jovens, mas mais tarde todo o ascoma desbota para um bronzeado pálido a um ocre pálido. O estipe tem de 2 a 6 cm de altura por 1 a 4 cm de largura e é mais ou menos igual em largura em todo o seu comprimento ou, as vezes, ligeiramente maior na base. Sua superfície branca é lisa ou finamente farinhenta com grânulos esbranquiçados (com "pelos" hialinos eretos quando vistos em um microscópio). A carne é esbranquiçada e mede de 1 a 2 mm de espessura no píleo oco, e a superfície interna estéril do píleo é esbranquiçada e pubescente.

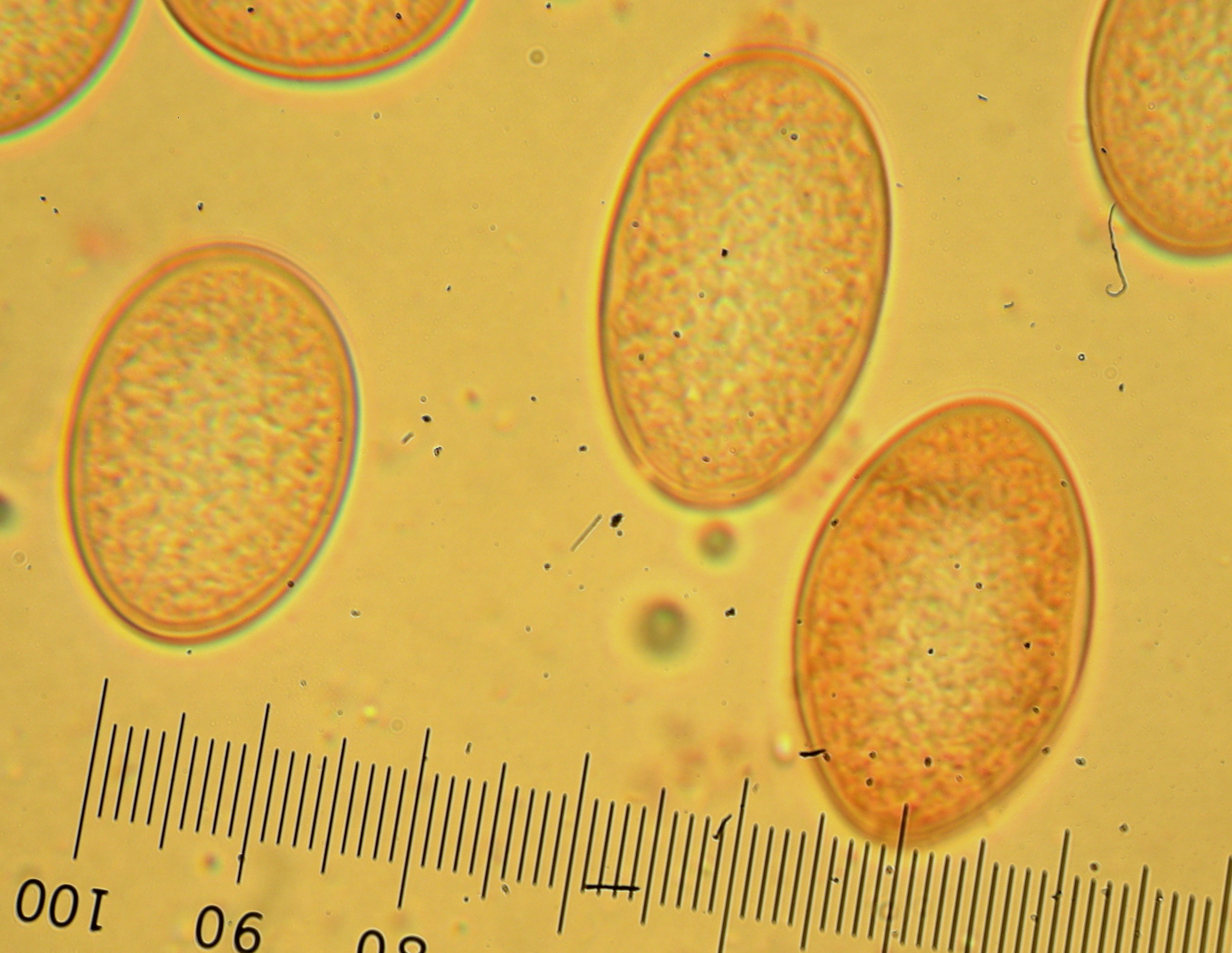
Os esporos são lisos ou quase lisos e elípticos.

Os esporos são elípticos e medem de 20 a 26 por 13 a 18 μm; parecem lisos na microscopia de luz normal, mas quando vistos em um microscópio eletrônico de varredura ou no meio de coloração apropriado, eles podem ser discretamente esculpidos. Os ascos (células portadoras de esporos) medem 225 a 330 por 15 a 25 μm e são cilíndricos, com oito esporos e hialinos (translúcidos) quando montados em hidróxido de potássio (KOH) diluído (2%). As paráfises são cilíndricas a capitadas ou moniliformes, medindo de 95 a 250 de comprimento por 10 a 25 μm de largura, e são septadas. Suas pontas são arredondadas a um pouco em forma de taco ou, raramente, um pouco em forma de fusível. As acroparáfises nas cristas estéreis são cilíndricas ou em forma de taco, septadas, as vezes com incrustações no ápice, e medem de 50 a 175 por 12,5 a 20 μm. Os pelos hifoides (elementos terminais) do estipe são abundantes e formam uma paliçada regular, medindo 65-100 por 12-15 μm.

### Espécies semelhantes
As cores claras e as cristas pálidas da M. tridentina a tornam facilmente distinguível de outras espécies de Distantes, que têm cristas que normalmente escurecem na maturidade; como afirma Kuo, "parece um morel preto com as cores de um morel amarelo". No entanto, os buracos e cristas dispostos verticalmente, bem como o leve recuo onde o píleo encontra o estipe na M. tridentina, se assemelham mais aos morels pretos, como a M. elata.
A Morchella tridentina é semelhante à Morchella rufobrunnea, outra espécie cosmopolita rufescente com cores pálidas, que, no entanto, é encontrada em áreas urbanas e suburbanas. A última se distingue ainda por um píleo adnato sem seio e uma pruinescência escura distinta no estipe, mais pronunciada em ascomas jovens.
Devido à sua coloração clara, a M. tridentina também pode ser confundida com a Morchella americana, um morel amarelo da seção Morchella com uma estatura alongada. No entanto, a M. americana não é rufescente e tem sulcos e buracos dispostos de forma menos regular.
A aparência da M. snyderi é um pouco semelhante à dos espécimes jovens da M. tridentina, mas os espécimes maduros da primeira espécie podem ser distinguidos pelas cristas marrons a pretas no píleo e pelo estipe com cristas e bolsos.

## Comestibilidade
Como todo cogumelo morel, a Morchella tridentina é comestível e de boa recomendação. Entretanto, os cogumelos não devem ser consumidos crus, pois podem desencadear reações alérgicas em indivíduos suscetíveis. Seu sabor é aprimorado depois de fritos, recheados ou secos, o que aumenta sua segurança para o consumo.
A confusão com espécies tóxicas do gênero Gyromitra, particularmente a G. esculenta, é rara, mas não inédita.

## Habitat e distribuição

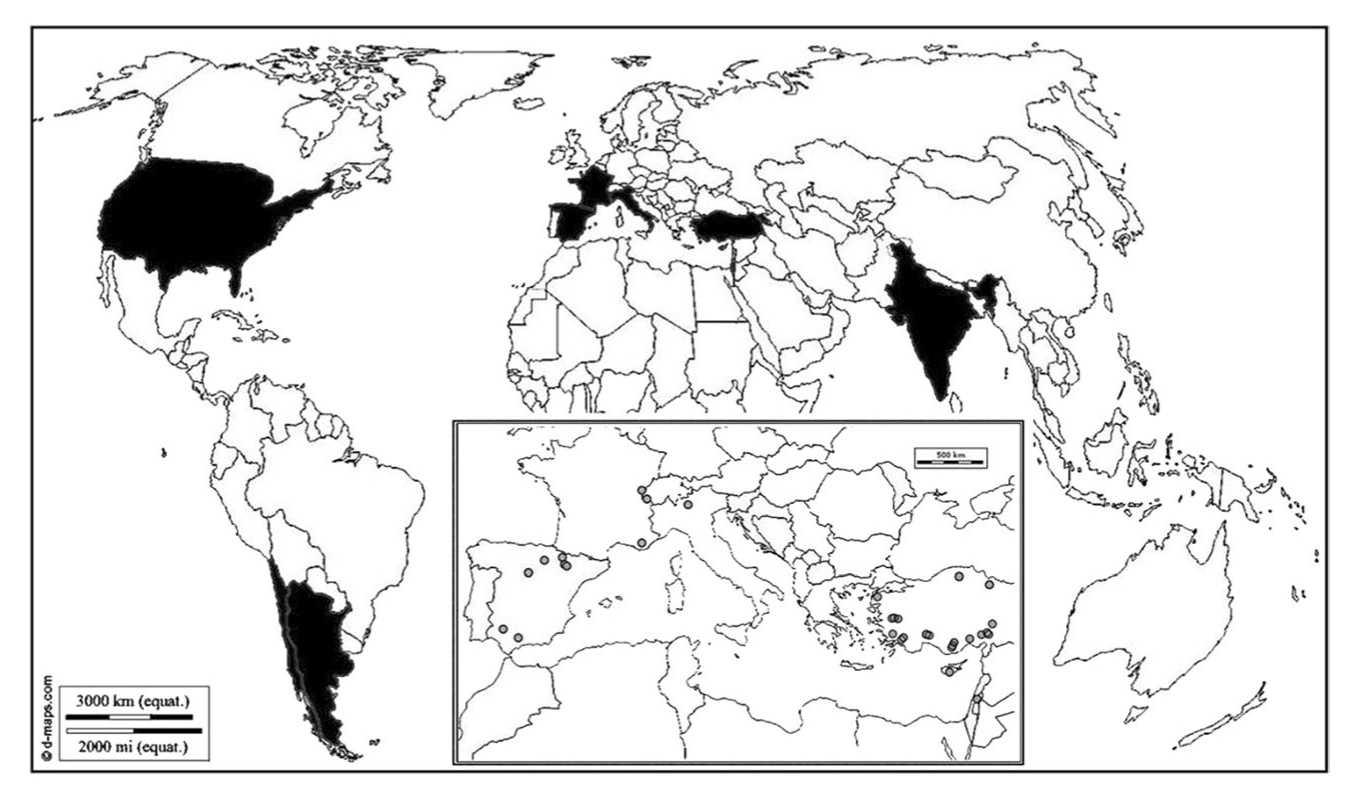
Mapa de distribuição global de M. tridentina (regiões em preto) com base em coleções sequenciadas.

A Morchella tridentina tem uma distribuição ampla, mas disjunta. Até o momento, sua presença foi verificada molecularmente na Argentina, Armênia, Chile, Chipre, França, Índia, Israel, América do Norte, Espanhae Turquia. Kuo sugere que ela também pode ser amplamente distribuída no oeste da América do Norte, mas até o momento só foi confirmada sua presença no Oregon e na Califórnia.
Geralmente é encontrada em florestas montanhosas e arbustos mediterrâneos, crescendo solitária, dispersa ou em pequenos grupos na primavera. Seu modo trófico exato ainda não é conhecido com certeza, mas suspeita-se que seja biotrófico facultativo e que possa formar associações endossimbióticas com uma grande variedade de árvores e arbustos. As espécies de árvores associadas ao fungo na América do Norte incluem o Arbutus menziesii, carvalhos (Quercus spp.), o abeto de Douglas (Pseudotsuga menziesii), os pinheiros Pinus ponderosa e Pinus lambertiana e o abeto branco (Abies concolor). Na Europa, é frequentemente encontrado com Quercus ilex, Arbutus andrachne, Olea europae, Abies pinsapo, Abies alba, Pinus brutia e P. sylvestris.
Embora inicialmente tenha sido levantada a hipótese de que as coleções de M. tridentina da Turquia pudessem ter sido introduzidas antropogenicamente do noroeste do Pacífico da América do Norte, inúmeras coletas relatadas desde então em áreas remotas e não perturbadas do Mediterrâneo e dos Alpes (incluindo a coleção original de Bresadola em Trentino) sugerem uma presença antiga e bem estabelecida dessa espécie na Europa. De acordo com um estudo de 2021 realizado por Loizides e colegas que revisou a história evolutiva da Morchella, é mais provável que essa espécie seja uma relíquia climática, cuja distribuição, outrora mais ampla, provavelmente se fragmentou durante as glaciações do Quaternário [en].